# Choi Jung-won
Choi Jung-won (en hangul,  최정원) es una actriz de televisión surcoreana.

## Biografía
Tiene una hermana llamada Choi Jung-min, quien trabaja como estilista de alimentos.

## Carrera
Conocida por sus interpretaciones en series de televisión, como el drama familiar Famous Princesses (2006), The Kingdom of the Winds (2008), la comedia romántica Stars Falling from the Sky (2010), y el drama médico Brain (2011)
En enero de 2021 se anunció que se había unido al elenco de la serie web Starting Point of Dating donde dará vida a Yoo In-hae, una diva musical que adora a Choi Soo-yeon (Hayoung) como si fuera su propia hija.

## Filmografía

### Series
| Año  | Título                           | Personaje  | Notas       |
| ---- | -------------------------------- | ---------- | ----------- |
| 2021 | Starting Point of Dating         | Yoo In-hae | (Serie web) |
| 2015 | The Three Witches                |            |             |
| 2013 | Love in Her Bag                  |            |             |
| 2011 | Brain                            |            |             |
| 2010 | Stars Falling from the Sky       |            |             |
| 2008 | The Kingdom of the Winds         |            |             |
| 2006 | Famous Princesses                |            |             |
| 2004 | The Autumn of Major General Hong |            |             |
| 2004 | Tropical Nights in December      |            |             |
| 2003 | Long Live Love                   |            |             |
| 2003 | Sweetheart                       |            |             |
| 2003 | All In                           |            |             |
| 2001 | Cool                             |            |             |

### Películas
| año  | película          | ref.                             |
| ---- | ----------------- | -------------------------------- |
| 2013 | Good Friends      |                                  |
| 2011 | Perfect Game      | [ 7 ]                            |
| 2009 | Sydney in Love    | junto a Baek Sung-hyun - (corto) |
| 2008 | Life is Beautiful |                                  |
| 2007 | My Father         |                                  |
| 2007 | Small Town Rivals |                                  |

### Espectáculos de variedad
| Año  | Programa                                              | Red       | Notas         |
| ---- | ----------------------------------------------------- | --------- | ------------- |
| 2015 | Brave Family                                          | KBS2      | episodios 1-5 |
| 2012 | Real Mate: Choi Jung-won and Choi Jung-min in Toronto | QTV,      |               |
| 2009 | Choi Jung-won Goes to Fashion School                  | O'live TV | [ 9 ]         |
| 2008 | She's O'live - Choi Jung-won in Melbourne             | O'live TV |               |

### Vídeos musicales
- SeeYa - "Shoes" (2006)
- SeeYa - "Hollyhock"
- Kim Jang-hoon - "Are You Happy?" (2005)

## Premios
- 2013 2nd Asian Idol Awards: mejor artista extranjero
- 2011 KBS Drama Awards: mejor pareja junto a Shin Ha-kyun (Brain)
- 2011 KBS Drama Awards: premio de los ciudadanos (Brain)
- 2009 17th Chunsa Film Art Awards: premio cultura Hallyu
- 2009 43rd Tax Payer's Day: Prime Minister's commendation
- 2008 KBS Drama Awards: mejor pareja junto a Song Il-gook (The Kingdom of the Winds)
- 2008 KBS Drama Awards: premio a la excelencia, actriz de miniserie (The Kingdom of the Winds)
- 2007 3rd Andre Kim mejor estrella femenina
- 2006 KBS Drama Awards: premio a la excelencia, actriz(Famous Princesses)
- 2006 KBS Drama Awards: premio de popularidad (Famous Princesses)
- 2003 SBS Drama Awards:  nueva estrella(All In)